# Veitsch
Veitsch ist eine ehemalige Marktgemeinde in der Steiermark in Österreich (Gerichtsbezirk Mürzzuschlag, politischer Bezirk Bruck-Mürzzuschlag) mit zum Auflösungszeitpunkt 2409 Einwohnern (Stand 31. Oktober 2013). Im Rahmen der Gemeindestrukturreform in der Steiermark wurde Veitsch mit 1. Jänner 2015 mit den Gemeinden Mitterdorf im Mürztal und Wartberg im Mürztal zusammengeschlossen. Die daraus neue entstandene Gemeinde trägt den Namen Sankt Barbara im Mürztal. Grundlage dafür ist das Steiermärkische Gemeindestrukturreformgesetz – StGsrG.
1881 wurden in Veitsch große Magnesitvorkommen gefunden, was zur Gründung der Veitscher Magnesitwerke AG im selben Jahr führte. Bis heute befindet sich das Stammwerk der nunmehrigen RHI AG in Veitsch.

## Geografie

### Geografische Lage
Der Ort Veitsch liegt in einem Seitental des Mürztals am Fuß des Gebirgsstocks der Hohen Veitsch (1981 m ü. A.) auf einer Seehöhe von 664 m ü. A. (Dorf-Veitsch).
Der Ölberg/Sattlerkogel hinter der Veitscher Pfarrkirche teilt das Veitschtal in das Groß-Veitsch-Tal, das zum Wandergebiet Brunnalm am Fuß des westlichen Endes der Hohen Veitsch führt und in das Klein-Veitsch-Tal, das zum östlichen Ende des Plateaus der Hohen Veitsch führt.
Im Süden mündet das Veitschtal bei Mitterdorf ins Mürztal. Nach Norden begrenzt der ausgedehnte Kalkgebirgsstock der Hohen Veitsch mit seinem weitläufigen Plateau das Gemeindegebiet. Im Osten begrenzen bewaldete Bergrücken das Tal. Im Westen führt eine Verbindung über den Pretalsattel (1069 m) in das Stübmingtal sowie das Aflenzer Becken.

### Geschichte
Wie das gesamte Mürztal mit seinen Seitentälern war das Veitschtal vermutlich bereits von den Kelten spätestens in der La-Tène-Zeit bewohnt. Nach der Völkerwanderungszeit im 6. Jahrhundert siedelten aus Osten kommende slawische Stämme in der Region. Viele heutige Orts- und Gewässernamen sind slawischen Ursprungs. Im 9. Jahrhundert folgten deutsche Siedler der Baiern und Franken, die sich in dem Tal niederließen und es rodeten. Die vorhergehenden Slawen hatten meist auf den Hängen gesiedelt.

### Gliederung
Die ehemalige Gemeinde gliedert sich in vier Katastralgemeinden (Fläche Stand 31. Dezember 2023):
- Großveitsch (3.766,9 ha)
- Kleinveitsch (3.421,2 ha)
- Niederaigen (535,57 ha)
- Veitsch Dorf (57,18 ha)

Das Gebiet umfasste folgende vier Ortschaften (in Klammern Einwohnerzahl Stand 1. Jänner 2024):
- Großveitsch (807)
- Kleinveitsch (377)
- Niederaigen (583)
- Veitsch (368)

### Ehemalige Nachbargemeinden (Stand 2014)
| Mariazell (Gußwerk) | Neuberg an der Mürz (Mürzsteg)              | Neuberg an der Mürz |
| Turnau              | Kompassrose, die auf Nachbargemeinden zeigt | Krieglach           |
| Wartberg im Mürztal | Mitterdorf im Mürztal                       | Krieglach           |

### Verkehrsanbindung
Veitsch ist von Richtung Wien und Graz über die Semmering Schnellstraße S 6 – Abfahrt Mitterdorf und die Veitscher Landesstraße L 102 erreichbar.
Die Straße ins Skigebiet Brunnalm/Hohe Veitsch wurde ab 2005 durch eine neue, flachere Trassenführung stark verbessert.
Es besteht eine Citybuslinie (Stadtbus), die von der Mürztaler Verkehrs-Gesellschaft aus Kapfenberg geführt wird:
- Linie 85 Großveitsch – Kleinveitsch – Dorf Veitsch – Mitterdorf – Wartberg (Gemeindebus Sankt Barbara)

## Politik
Im Jänner 2013 wurde der damals 24-jährige Jochen Jance (SPÖ) zum Bürgermeister von Veitsch ernannt und war damit der jüngste Gemeindechef Österreichs. Er behielt diese Funktion bis zur Auflösung der Gemeinde am 31. Dezember 2014. Der Gemeinderat setzte sich bis dahin aus zehn Mandataren der SPÖ und fünf Mitgliedern der ÖVP zusammen.

## Tourismus
Veitsch bietet ein umfangreiches Angebot an Sommer- und Wintersportarten. Besonders das Massiv der Hohen Veitsch ist im Winter beliebtes Ziel von Skifahrern und Tourengehern sowie im Sommer von Läufern und Wanderern. Gämsen, Hirsche, Adler, Auerhähne, Alpendohlen sowie Edelweiß, Petergstamm und Enziane sind hier heimisch. Bemerkenswert ist vor allem das ausgedehnte Hochplateau, das sich vom Gipfel der Hohen Veitsch (1981 m) über mehrere Kilometer leicht nach Osten hin abfallend bis auf die Klein-Veitsch-Alm (1451 m) erstreckt.
Das 1954 errichtete Hallenbad wurde in den vergangenen Jahren komplett neu gestaltet. Dabei wurde es um eine Indoor-Rutsche sowie einen Sauna- und Wellness-Bereich sowie ein Jugend- und Familiengästehaus erweitert.
Kulturell hat sich der Veitscher Jahrmarkt der Künste neben einer Vielzahl anderer Veranstaltungen überregional etabliert.

## Sport und Kultur

### Sportangebot
Ganzjährig
- Hallenbad einschließlich der 50 Meter langen Indoor-Rutsche und Sauna- bzw. Wellness-Bereich
- Wandergebiet/Tourenskigebiet Hohe Veitsch/Klein-Veitsch-Alm
- Stocksportanlagen (Asphalt/Eis)
- Kletterhalle

Sommer
- Zwei Fußballplätze
- neun Tennisplätze
- Trail-Laufstrecken
- MTB-Strecke
- BMX-Bahn
- Street-Soccer-Platz
- Fun-park inkl. Mini-Ramp

Winter
- Wintersportgebiet Brunnalm/Hohe Veitsch (Sessellift, drei Schlepplifte, Kinderlift)
- Langlaufloipen
- Rodelbahnen
- Eislaufplatz

### Wanderungen
Der beste Ausgangspunkt für Wanderungen auf die Hohe Veitsch sowie ihr ausgedehntes Plateau ist die Brunnalm am Fuß der Hohen Veitsch.
Der Hauptplatz ist Ausgangspunkt für den Magnesit-Wander-Weg der Naturfreunde Veitsch. Auf der drei- bis vier-stündigen Wanderung kann man in die Montangeschichte der ehemaligen Marktgemeinde eintauchen.

### Sehenswürdigkeiten
- Katholische Pfarrkirche Veitsch hl. Veit: Die Kirche wird in den Jahren 1140–1164 ersturkundlich anlässlich ihrer Weihe durch Bischof Hartmann von Brixen und in weiterer Folge 1206 erwähnt, als sie jeweils noch dem Benediktinerstift St. Lambrecht inkorporiert war.[11] Das nach Osten ausgerichtete Langhaus wurde 1456 in spätgotischen Formen fertiggestellt und ist mit einem Netzrippengewölbe überdacht. Der Altar, welcher dem heiligen Vitus geweiht ist, stammt aus dem 18. Jahrhundert und wird Johann Michael Eisenschmidt zugeschrieben. Die neogotische Orgel stammt aus dem Jahre 1894 und wurde kürzlich durch Unterstützung der Veitscher Bevölkerung restauriert. Im Westen des Langhauses schließt der mächtige Glockenturm an, durch den man die Kirche betritt. Im Eingangsbereich befindet sich ein Bildnis der Hl. Barbara, der Schutzheiligen der Bergleute.

Das Veitscher Fastentuch ist im Benediktinerstift St. Lambrecht ausgestellt. Es stammt aus dem Jahr 1470 und stellt die Leidensgeschichte Jesu dar.
Die Pfarrkirche St. Vitus ist heute eine beliebte Hochzeitskirche.

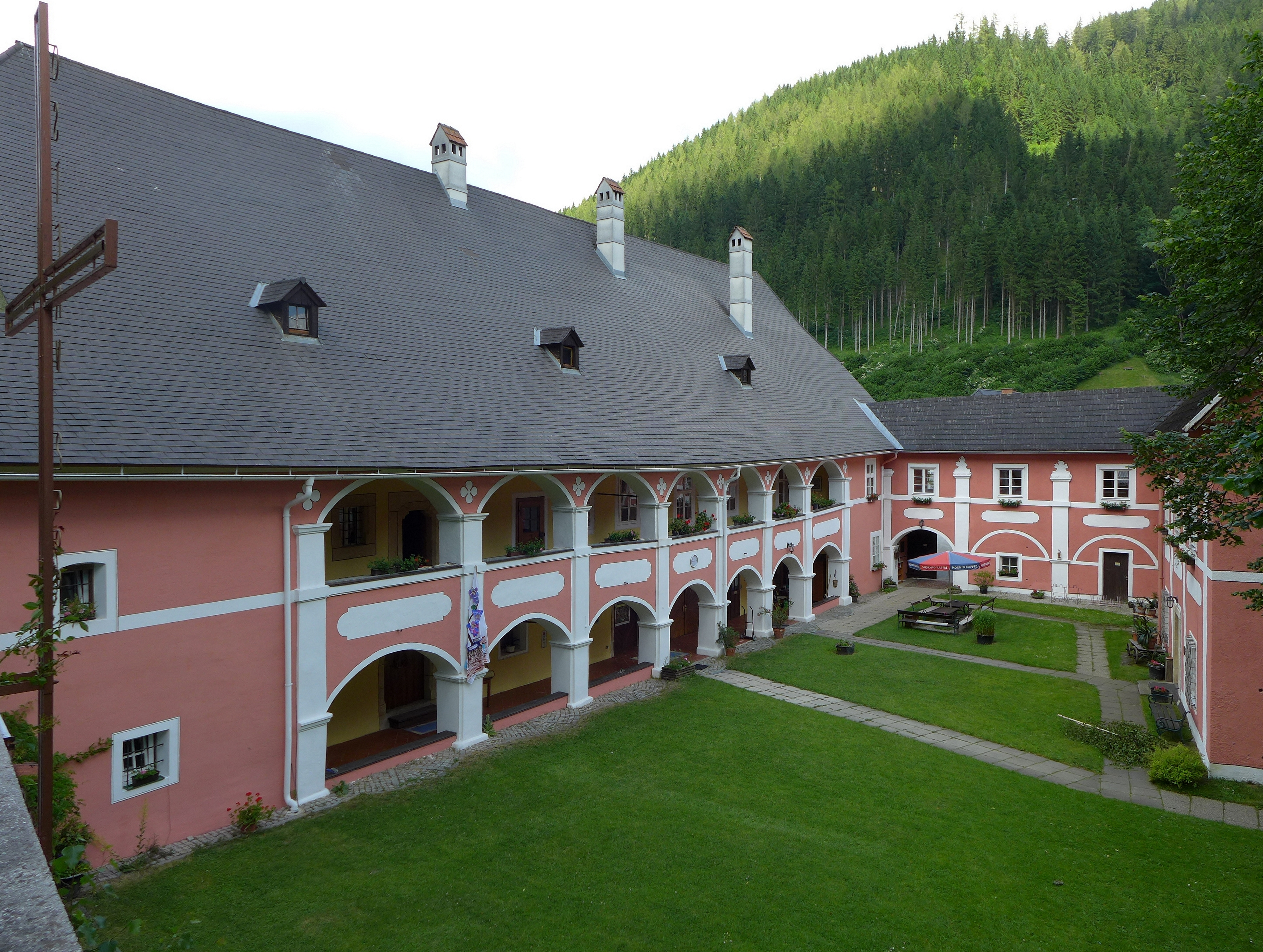
Stiftshof (Arkadenhof)

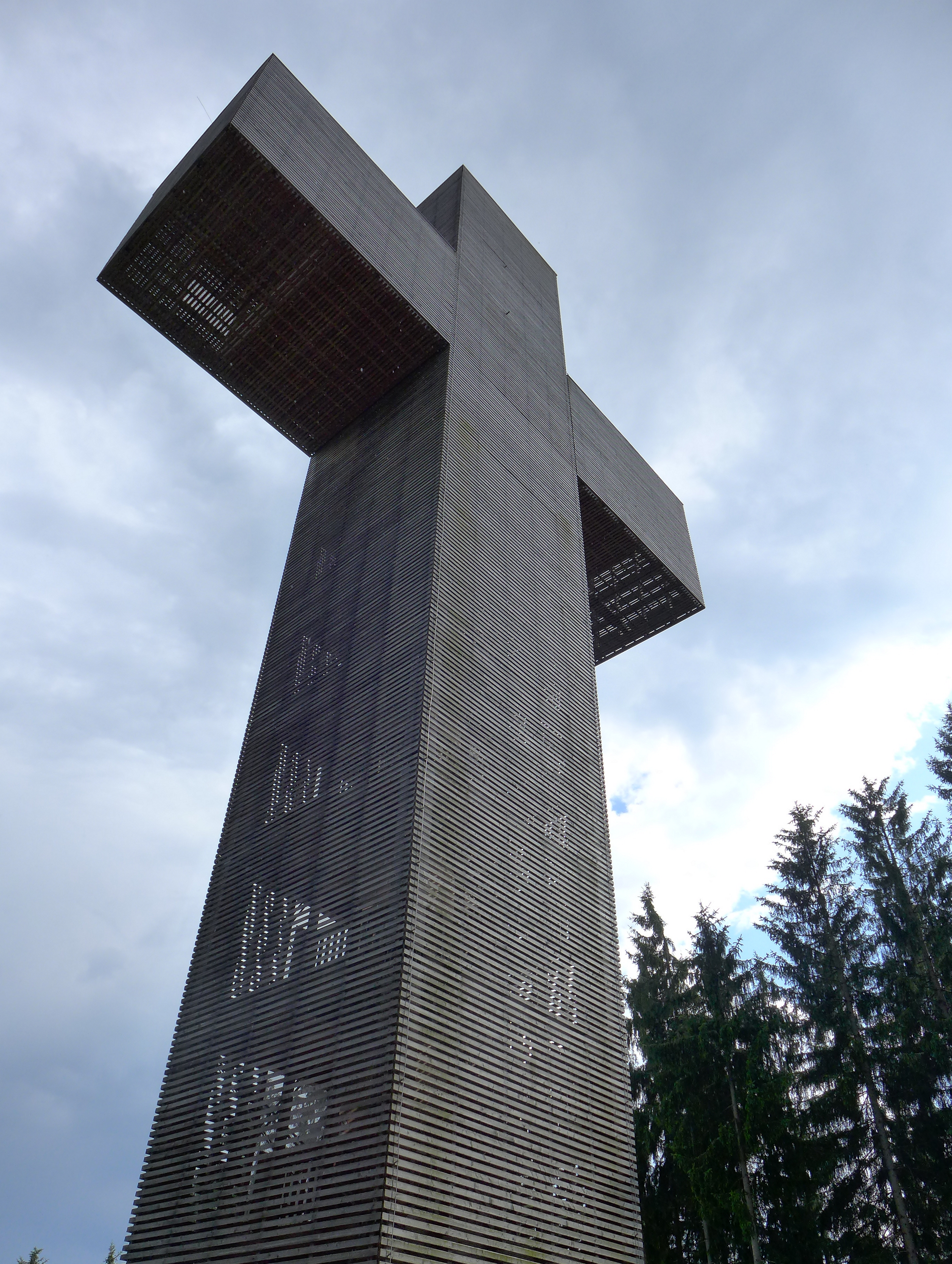
Pilgerkreuz am Veitscher Ölberg

- Stiftshof (Arkadenhof): Nördlich der Kirche schließt der Gebäudekomplex des Stiftshofs an. Dieser Innenhof wird durch Propstei, Pfarrheim und Arkadentaverne begrenzt. Die Gebäude dienen seit 1989 als Jugendherberge, Taverne, Unterkunft für Wallfahrer und als Veranstaltungszentrum.

- Pilgerkreuz am Veitscher Ölberg: Ausgehend von der Pfarrkirche Veitsch gelangt man über einen Waldlehrpfad zum Pilgerkreuz am Veitscher Ölberg.

### Regelmäßige Veranstaltungen

#### Holzknecht-Ball
Der Holzknechtball findet jährlich am zweiten Wochenende im Jänner statt und wird vom Trachtenverein D’Rauschkogler z’Veitsch organisiert. Neben dem Oberlandlerball in Graz stellt er steiermarkweit einen der wenigen traditionellen Trachtenbälle mit Auftanz dar.

#### Veitscher Jahrmarkt der Künste
Der Veitscher Jahrmarkt der Künste fand zwischen 2002 und 2012 alljährlich Anfang Oktober statt. Dabei besuchten Georg Danzer, die Schauspielerinnen Julia und Katharina Stemberger, Kabarettist Joesi Prokopetz, Schauspielerin Erika Pluhar, Musicalstar Alexander Goebel oder Kammersänger Georg Tichy den Ort. Neben bekannten gehörten vor allem regionale Künstler sowie traditionelle Volksmusik zum Programm.

#### Ultra-Alpin-Marathon Veitscher Grenzstaffellauf
Der Ultra-Alpin-Marathon Veitscher Grenzstaffellauf, einer der härtesten Alpinmarathons Österreichs, wird seit dem Jahr 1986 jährlich am letzten Samstag im Juni ausgetragen.
Er führt über 54 km und 2200 Höhenmeter ausgehend vom Hallenbad entlang der Gemeindegrenzen über das Hochplateau der Hohen Veitsch zurück zum Ausgangspunkt. Top-Läufer benötigen knapp 4:30 Stunden für diese Distanz. Die Strecke kann auch als Dreier-Team (mit Abschnitten von 16,5 / 16,0 / 21,5 km) absolviert werden. Hier liegen die Siegerzeiten knapp unter 4:00 Stunden. 2013 wurden die Österreichischen Meisterschaften im Bergmarathon ausgetragen.

## Industrie
Veitsch ist seit jeher durch den Bergbau geprägt. Bereits ab dem Mittelalter wurden in und um Veitsch Metalle wie Eisen, Kupfer und Mangan, aber auch Nichtmetalle wie Graphit abgebaut.
Den Aufstieg der Gemeinde Veitsch zum Bergbauzentrum mit Weltgeltung begründete jedoch der Fund von Magnesit durch den Koblenzer Kaufmann Friedrich Carl Albert Spaeter im Jahr 1881.

### Veitscher Magnesitwerke AG (VMAG) / RHI AG

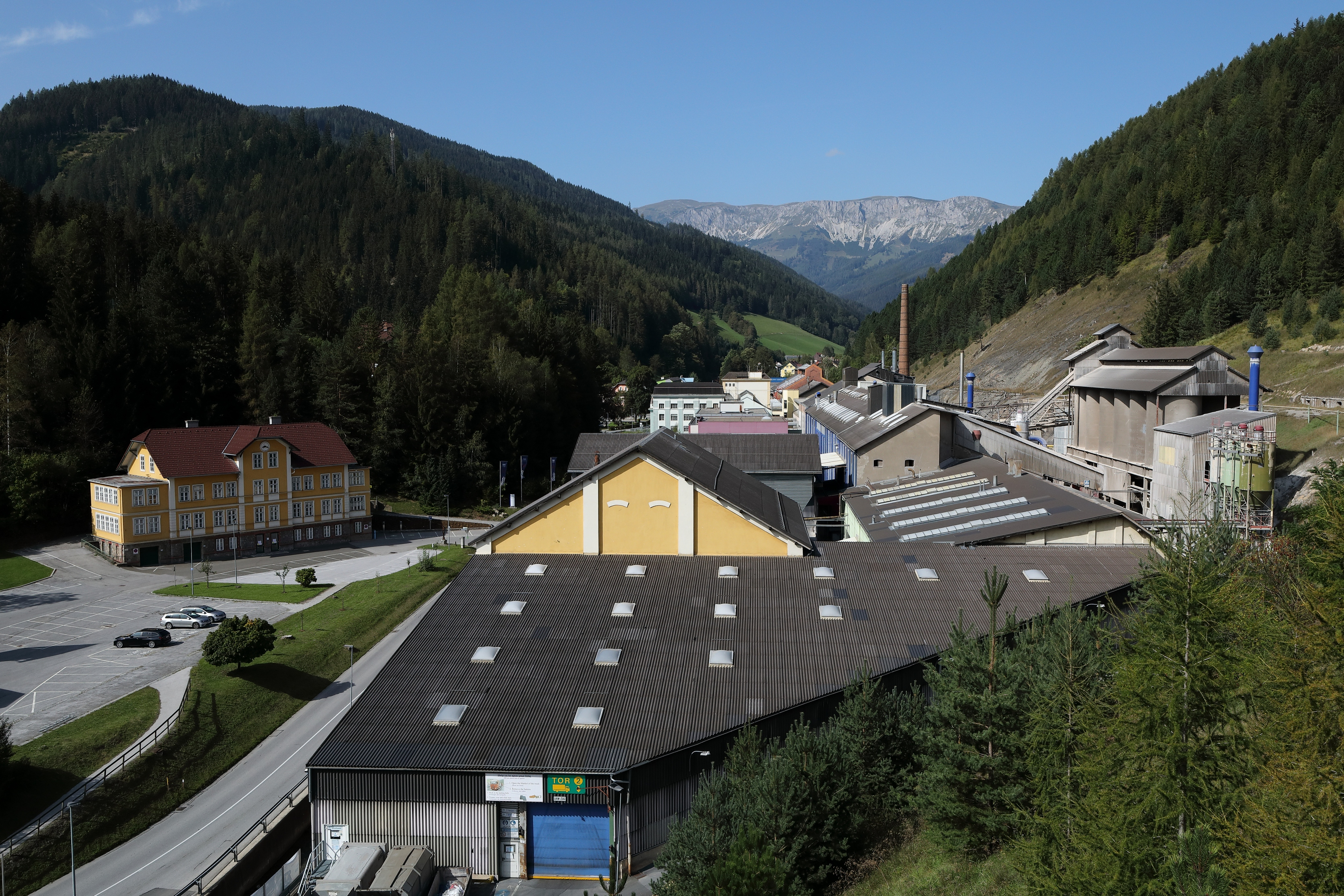
Magnesitwerk Veitsch Radex

Der Gründung der Veitscher Magnesitwerke AG (VMAG) und der Ausbau der Produktionsanlagen bewirkten eine Bevölkerungszunahme und in der Folge sozialen Aufstieg. Zu Spitzenzeiten waren im Magnesitwerk Veitsch über 1700 Beschäftigte. 2012 betrug der Mitarbeiterstand 300 Personen.
Die Produkte der VMAG und damit der Name Veitsch erlangten unter dem Vorstandsvorsitz der Familie Lauda Weltgeltung. Noch heute genießen die in Veitsch gefertigten Steine (gebrannt und pechgebunden) und Massen weltweit bei Kunden der Stahlindustrie (Auskleidung von Konvertern und Elektroöfen) und Zementindustrie (Drehrohröfen) einen sehr guten Ruf.
Nach Schließung des Bergbaus im Jahr 1968 erfolgte eine laufende Modernisierung und Automatisierung des Magnesitwerks Veitsch. Im Jahr 1993 erfolgte die Übernahme der VMAG durch die Radex-Heraklith Industriebeteiligungs AG (RHI AG). Das Magnesitwerk Veitsch ist bis heute über die Veitsch-Radex GmbH das Stammwerk der RHI AG.

### Zenker
Das Unternehmen Zenker-Hausbau gründete 1969 das Tochterunternehmen Zenker Hausbau Ges.m.b.H. mit Sitz in Veitsch. Nachdem das Mutterunternehmen Zenker-Hausbau von der Philipp Holzmann AG an die Bien Haus AG am 31. Dezember 1996 verkauft wurde, ist das nunmehrige Tochterunternehmen von Bien-Zenker weiterhin operativ tätig und fertigte mit 150 Mitarbeitern bis Ende 2014 Teile für Fertighäuser. Derzeit sind noch die Bereiche Montage und Vertrieb besetzt. Die aktuelle Mitarbeiterzahl liegt bei 60 Personen.

## Vereine und Einsatzorganisationen
In Veitsch gibt es ein sehr dichtes Netz an Vereinen und Einsatzorganisationen. Die größte von diesen ist die Freiwillige Feuerwehr. Sie besitzt fünf Feuerwehrfahrzeuge (ein Rüstlöschfahrzeug RLFA 2000, ein Löschfahrzeug LFB-A, zwei Kleinlöschfahrzeuge KLF-A und ein Mannschaftstransportfahrzeug MTF-A).
Der größte Verein sind mit knapp 20 Sektionen die Naturfreunde Veitsch, die mit knapp 1100 Mitgliedern gemessen an der Einwohnerzahl mit Abstand österreichischer Spitzenreiter sind. Besonders das Angebot für Kinder (Skikurs, Schwimmkurs) hat in den letzten Jahren einen Mitgliederboom bewirkt.
Daneben gibt es eine Vielzahl an Sportvereinen (Fußball, Skifahren, BMX, Stocksport, Darts etc.), eine Werksmusikkapelle sowie Trachten- und Brauchtumsvereine.

## Persönlichkeiten
- Karl Lohner, assoziierter Universitätsprofessor für Biophysik (Institut für Molekulare Biowissenschaften) an der KF Uni Graz, sowie Universitätsdozent (Institut für Biochemie) an der TU Graz, Miterfinder des „Superantibiotikum“
- Andreas Meier (* 1962), ehemaliger Vorstandsvorsitzender (CEO) RHI, aktuell CEO H. C. Starck
- Albert Oberhofer (1925–2016), Universitätsprofessor und Rektor der Montanuniversität Leoben
- Leopold Schein (1873–1950), Grundbesitzer und Politiker
- Günter Singer (* 1967), Filmproduzent, privater Sicherheits- und Militärunternehmer
- Anton Tautscher (1906–1976), Ökonom und Universitätsprofessor (Uni Graz)
- Hans Winkler (* 1942), Journalist

## Persönlichkeiten mit Bezug zum Ort
- Helmut Brenner (1957–2017), Musiker, Musikpädagoge, Musikwissenschaftler, Historiker und Universitätsdozent
- Carl Gustav Heraeus (1671–1725), deutscher Hofantiquar am Hof in Wien, Montanist, Gelehrter und Schriftsteller
- Tom Lohner (* 1982), österreichischer Grafikdesigner und Künstler
- Matthias Loibner (* 1969), Musiker und Komponist
- Georg Tichy (* 1944), Opernsänger, Kammersänger, Wiener Staatsoper

## Sonstiges
In der Steirischen Volkstanzmappe, einer Sammlung verschiedenster alpenländischer Volkstänze, findet sich die Veitscher Masur, die unter den Einheimischen auch als „Veitscher Ochsengalopp“ bekannt ist. Dieser wird von vielen alpenländischen Trachtenvereinen und Volkstanzgruppen im Repertoire als „Standardtanz“, ob seiner einzigartigen Stellung als Mazurka mit Seltenheitswert, betrachtet.